# Harriet Sansom Harris
Harriet Sansom Harris (* 8. Januar 1955 in Fort Worth, Texas) ist eine US-amerikanische Schauspielerin.

## Leben
Harriet Harris begann bereits als Jugendliche als Schauspielerin in New York City, sie besuchte die berühmte Juilliard School. Nach Abschluss ihrer Schule stieg sie bei der von John Houseman gegründeten Schauspiel-Truppe ein und blieb dort drei Jahre. Während dieser Zeit wirkte sie in Inszenierungen von Shakespeares König Lear und Romeo und Julia mit.
Ihr Bühnendurchbruch kam in der ursprünglichen Besetzung von Paul Rudnick’s Jeffrey, wo sie die einzige weibliche Darstellerin war. Durch ihre Arbeit und Jeffrey bekam sie zahlreichen TV-Auftritte, darunter eine wiederkehrende Rolle in der TV-Serie Frasier.
Ihre bekannteste Rolle hat Harris in der Serie Desperate Housewives als Felicia Tilman. Ihre eigenen Serien (einschließlich The Five Mrs. Buchanans, Union Square und Absolut relativ) waren erfolglos, aber ihre Bewertung der Rollen waren sehr positiv.
Harris erhielt einen Tony Award im Jahr 2002 als beste Schauspielerin in einem Musical.

## Filmografie (Auswahl)
Filme
- 1992: Fool’s Fire (Fernsehfilm)
- 1993: Dottie Gets Spanked (Kurzfilm)
- 1993: Die Addams Family in verrückter Tradition (Addams Family Values)
- 1994: Quiz Show
- 1995: Verführerische Rache (An Element of Truth, Fernsehfilm)
- 1996: Eine fast gelungene Affäre (The Care and Handling of Roses, Fernsehfilm)
- 1996: William Shakespeares Romeo + Julia
- 1997: Eifersüchtig – Verrat einer Freundin (Friends ’Til the End, Fernsehfilm)
- 1997: Mord ist ihr Hobby – Eine Zeugin verschwindet (Murder, She Wrote: South by Southwest, Fernsehfilm)
- 1998: Show & Tell
- 2000: Nurse Betty
- 2000: Memento
- 2000: The Man Who Came to Dinner (Fernsehfilm)
- 2001: The One
- 2005: Das Schwiegermonster (Monster-in-Law)
- 2005: Guilt (Kurzfilm)
- 2009: Moonlight Serenade
- 2011: Rampart – Cop außer Kontrolle (Rampart)
- 2012: The Shakespeare Olympics (Kurzfilm)
- 2014: Love Is Strange
- 2014: Lifesaver (Fernsehfilm)
- 2017: Der seidene Faden (Phantom Thread)
- 2021: Licorice Pizza
- 2022: Werewolf by Night
- 2023: Magazine Dreams
- 2023: Americana
- 2023: A Great Place to Call Home (Jules)

Fernsehserien
- 1989: Doctor Doctor (eine Folge)
- 1989: Ein Engel auf Erden (Highway to Heaven, eine Folge)
- 1991: Stephen Kings Schöne Neue Zeit (Golden Years, 2 Folgen)
- 1991–1992: Law & Order (2 Folgen)
- 1993: Lifestories: Families in Crisis (eine Folge)
- 1993: Akte X – Die unheimlichen Fälle des FBI (The X-Files, eine Folge)
- 1993–2004: Frasier (11 Folgen)
- 1994: Monty (eine Folge)
- 1994: Murphy Brown (eine Folge)
- 1994: The George Carlin Show (eine Folge)
- 1994–1995: The 5 Mrs. Buchanans (17 Folgen)
- 1995: Hallo Cockpit (The Crew, eine Folge)
- 1995–1996: Space 2063 (Space: Above and Beyond, 2 Folgen)
- 1996: Ein Strauß Töchter (Sisters, eine Folge)
- 1996: Chicago Hope – Endstation Hoffnung (Chicago Hope, eine Folge)
- 1996: Ellen (eine Folge)
- 1997: Millennium – Fürchte deinen Nächsten wie Dich selbst (Millennium, eine Folge)
- 1997: Caroline in the City (eine Folge)
- 1997–1998: Fast wie Zuhause (Union Square, 14 Folgen)
- 1998: Practice – Die Anwälte (The Practice, eine Folge)
- 1998: Ally McBeal (eine Folge)
- 1998: Maggie (eine Folge)
- 1999–2000: Männer ohne Nerven (Stark Raving Mad, 4 Folgen)
- 2000: Love & Money (2 Folgen)
- 2000: Diagnose: Mord (Diagnosis Murder, eine Folge)
- 2000: Frauenpower (Family Law, eine Folge)
- 2000: God, the Devil and Bob (eine Folge)
- 2001: The Lot (3 Folgen)
- 2001: The Beast (3 Folgen)
- 2002: Six Feet Under – Gestorben wird immer (Six Feet Under, 2 Folgen)
- 2002: Bram and Alice (eine Folge)
- 2003–2004: Absolut relativ (It’s All Relative, 20 Folgen)
- 2004: Quintuplets (eine Folge)
- 2004: CSI: Den Tätern auf der Spur (CSI: Crime Scene Investigation, eine Folge)
- 2005: Strong Medicine: Zwei Ärztinnen wie Feuer und Eis (Strong Medicine, eine Folge)
- 2005: Sex, Love & Secrets (eine Folge)
- 2005–2011: Desperate Housewives (28 Folgen)
- 2006: Help Me Help You (eine Folge)
- 2006: Ghost Whisperer – Stimmen aus dem Jenseits (Ghost Whisperer, eine Folge)
- 2006: Das verschwundene Zimmer (The Lost Room, Dreiteiler, 2 Folgen)
- 2010: American Dad (American Dad!, eine Folge, Stimme)
- 2011: Shake It Up – Tanzen ist alles (Shake It Up, eine Folge)
- 2012: Electric City (Miniserie, eine Folge)
- 2014: Submissions Only (2 Folgen)
- 2014: Wilfred (3 Folgen)
- 2018: American Horror Story (eine Folge)
- 2018: Der Denver-Clan (2017) (eine Folge)
- 2020: Hollywood
- 2020: Atlantic Crossing
- 2022:  Hacks (eine Folge)
- 2023: Magazine Dreams
- 2025: Long Bright River